# Tiszavasvári

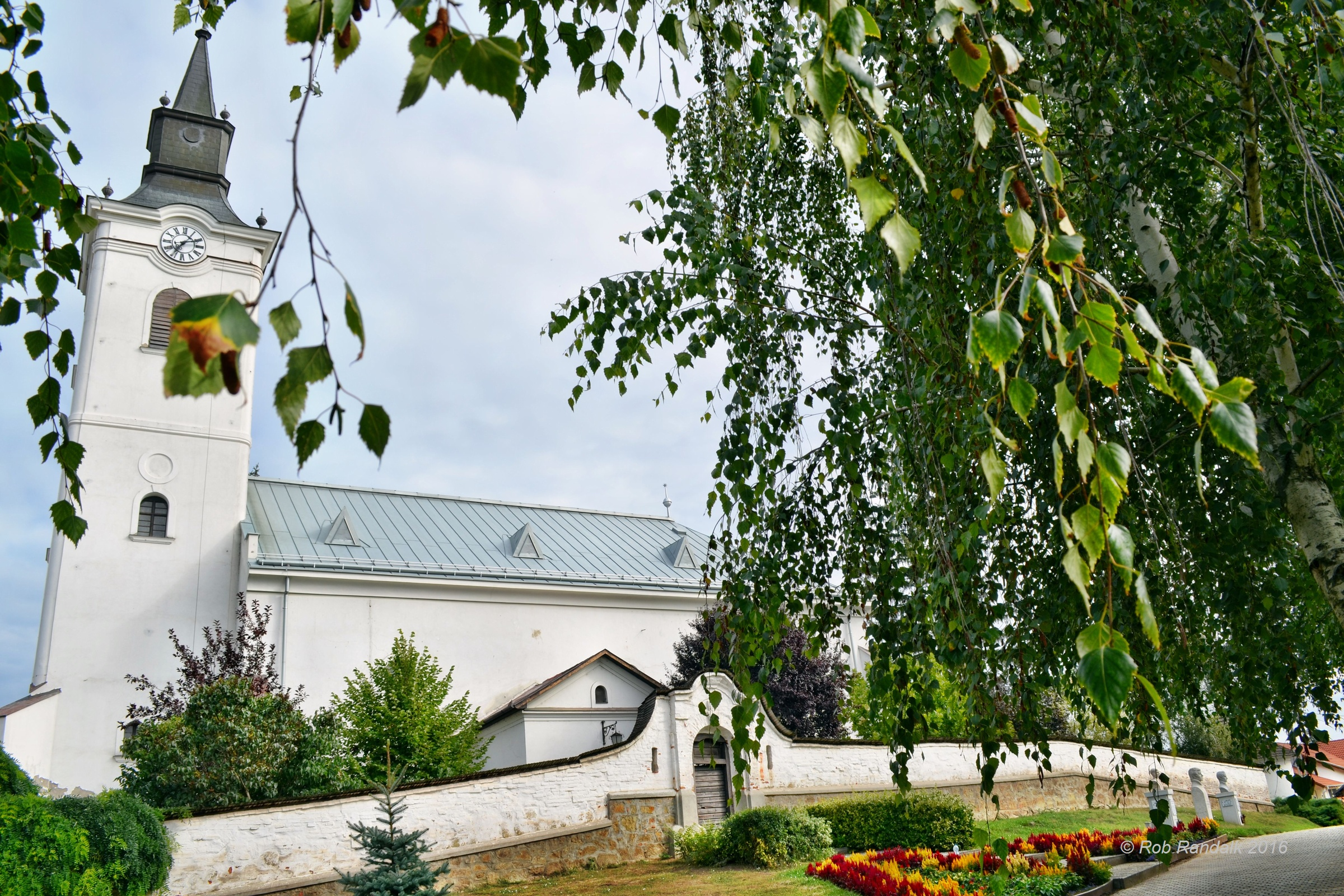
Reformerta kyrkan.

Tiszavasvári är en stad i distriktet med samma namn i provinsen Szabolcs-Szatmár-Bereg i nordöstra Ungern.

## Geografi
Tiszavasvári har en area på 126,59 km2 och hade år 2019 totalt 12 376 invånare.